# Hán Thuận Đế
Hán Thuận Đế (chữ Hán: 漢順帝; 115 - 20 tháng 9, 144), húy Lưu Bảo (劉保), là vị Hoàng đế thứ tám của nhà Đông Hán, và cũng là hoàng đế thứ 23 của nhà Hán trong lịch sử Trung Quốc. Ông trị vì từ năm 125 đến năm 144, tổng 19 năm.
Thời đại của Hán Thuận Đế trị vì là mầm mống của ngoại thích và hoạn quan đảng tranh, là nguyên nhân chính dẫn đến sự sụp đổ của Đông Hán về sau. Khi cha ông Hán An Đế băng hà, Hoàng hậu Diêm Cơ muốn nắm đại quyền, không lập ông lên, con trai duy nhất của An Đế, mà lập người tông thất là Bắc Hương hầu Lưu Ý. Để đoạt lại hoàng vị, Thuận Đế đã phải dựa vào đại hoạn quan Tôn Trình (孙程) và phe cánh của ông ta.
Sau khi trải qua triều An Đế với đầy bạo lực và bất ổn, thần dân Trung Hoa trông chờ vào vị tân hoàng đế sẽ chấn hưng lại triều Hán. Tuy nhiên, Thuận Đế lại là người mềm yếu, nhu nhược nên không làm được thành tích gì. Khi phục vị rồi, ông trọng thưởng cho phe cánh hoạn quan, lại dụng ngoại thích của vợ là Hoàng hậu Lương Nạp, tạo nên phe cánh hoạn quan và ngoại thích trong triều. Triều đại của Thuận Đế kéo dài một khoảng thời gian tranh đấu giữa các đảng phái, mặc dù có cải thiện hơn đời An Đế, nhưng chính sự Đông Hán vẫn không ngừng suy vi. Sau khi Hán Thuận Đế băng hà, ông đã để lại chuỗi bi kịch về sau cho Đông Hán diễn biến tiếp bởi hai đời Hán Hoàn Đế và Hán Linh Đế.

## Thân thế và cuộc sống ban đầu
Hán Thuận Đế Lưu Bảo chào đời năm Nguyên Sơ thứ 2 (115), là con trai duy nhất của Hán An Đế Lưu Hỗ và Lý cung nhân. Cùng năm khi Lưu Bảo chào đời, An Đế cũng lập người sủng phi là Diêm Cơ làm Hoàng hậu, chính là bà An Tư hậu. Diêm hậu không có con, sợ Lý cung nhân sinh ra con trai sẽ tranh ngôi vị với mình, bèn đầu độc giết chết Lý Cơ. Hành động này của bà ta không bị phát giác và trừng phạt. Mẹ mất sớm, Lưu Bảo được nhũ mẫu là Vương Nam (王男) chăm sóc.
Năm Vĩnh Ninh nguyên niên, ngày 11 tháng 4 (tức 25 tháng 5] năm 120), dưới sự chủ trì của Đặng Thái hậu, Hoàng tử Lưu Bảo được lập làm Hoàng thái tử. Năm sau (121), Đặng Thái hậu chết, từ đó quyền lực trong triều lọt vào tay Diêm hậu và thế lực ngoại thích mới của họ Diêm.
Năm Diên Quang thứ 3 (124), bà nhũ mẫu của An Đế là Vương Thánh cùng Đại trường thu Giang Kinh (江京) và Trung thường thị Phàn Phong (樊豐) đổ tội cho các thân tín của Thái tử là Nhũ mẫu Vương Nam và hoạn quan Bình Cát vì một tội lỗi chưa rõ. Cuối cùng hai người này bị xử tử và gia quyến bị lưu đày. Thái tử Bảo - 9 tuổi đã than khóc cho họ. Giang Kinh, Phàn Phong sợ Thái tử trả thù, bèn quay ra liên kết với Diêm hậu và anh bà ta là Diêm Hiển tố cáo Lưu Bảo. An Đế nghe lời gièm pha, phế truất Thái tử, giáng làm Tế Âm vương (濟陰王).

## Lên ngôi
Tháng 4 năm 125, Hán An Đế đi nam tuần rồi băng hà tại Uyển thành, hưởng dương 32 tuổi. Diêm hoàng hậu bàn với anh trai Diêm Hiển và bọn Giang Kính, Phàn Phong rằng
Nay xe vua đang ở trên đường, mà Tế Âm vương thì ở trong cung. Nếu việc này lộ ra, các công khanh nhất định lập hắn lên ngôi, thì là đại họa cho chúng ta rồi
Bèn nói dối là nhà vua bệnh nặng, việc dâng đồ ăn và báo nơi đi đến vẫn tiến hành như thường. Như vậy được 4 ngày thì xa giá về cung rồi mới phát tang, tôn Diêm hậu làm Hoàng thái hậu. Thái hậu dùng Diêm Hiển làm Xa kỵ tướng quân, Nghi đồng tam ti, và muốn nắm giữ triều chính; nên cho đón một hoàng thân nhỏ tuổi là Bắc Hương hầu Lưu Ý - cháu nội Hán Chương Đế, con trai của Bắc Hương Huệ hầu Lưu Thọ vào cung làm Thái tử. Tế Âm vương Lưu Bảo - 10 tuổi, đã bị phế truất, không được phép đến tử cung viếng cha, nên đau buồn đến nhịn ăn, các thần liêu trong ngoài thấy thế đều cảm động. Sau đó, Diêm Hiển ra tay giết hại Đại tướng quân Cảnh Bảo, dùng anh em họ Diêm vào các vị trí quan trọng trong cung đình.
Cuối năm đó, Bắc Hương hầu Lưu Ý bị bệnh khi vừa lên ngôi được 7 tháng. Trung thường thị Tôn Trình nói với yết giả của Tế Âm vương rằng
Vương là đích thống, không có làm gì thất đức. Xưa vì Tiên đế nghe lời gièm pha mà phế truất đi. Nay mà Bắc Hương hầu bệnh không khỏi, thì chúng mình chia cắt bọn Giang Kinh, Diêm Hiển thì không có gì là không thành cả.
Trong lúc này Giang Kinh và Diêm Hiển đã bàn nhau triệu tập các vương tử phiên vương vào cung để chọn người kế vị. Khi Bắc Hương hầu chết đi, Diêm Thái hậu và Diêm Hiển giấu việc phát tang, đóng cửa các cung môn và đưa binh lính của mình vào canh giữ. Hoạn quan Tôn Trình (孙程) cùng Vương Khang (王康) biết mưu đó bèn liên kết với 18 hoàng môn quan, cùng nhau lập Tế Âm vương Lưu Bảo lên ngôi, tức là Hán Thuận Đế. Rồi họ kéo quân vào cung, giết Giang Kinh rồi ép buộc Lý Nhuận - đồng minh của Kinh đứng về phe mình. Sau khi lên ngôi, Thuận Đế sai Tôn Trình dùng Vũ lâm quân bắt giết ngoại thích họ Diêm. Sau nhiều ngày chiến đấu, Diêm Hiển và toàn bộ gia tộc Diêm thị bị đánh bại và xử tử. Các hoạn quan bức Diêm thái hậu vào giam lỏng Ly cung (離宮), đến đầu năm 126 thì bà ta lo sợ mà chết. Sau khi Diêm hậu chết, có người hoạn quan nói cho vua biết chỗ Lý cung nhân mẹ ông được chôn năm xưa, Thuận Đế bèn cho cải táng Cung nhân vào Cung Bắc lăng, thụy là Cung Mẫn hoàng hậu.

## Làm thiên tử
Sau những năm bất ổn của triều An Đế do sự tham nhũng của gia tộc họ Diêm thần dân đều mong muốn Thuận Đế sẽ có những cải cách để chấn hưng nhà Hán. Tuy nhiên mặc dù là một nhà cai trị tốt bụng, nhà vua lại khá nhu nhược và không có nhiều quyết sách đổi mới. Trong khi vừa tin dùng một số quan chức trung thực, ông cũng tin tưởng nhiều hoạn quan có hành vi tham nhũng, và những người nhanh chóng nắm lấy quyền lực. Năm 126, Tôn Trình cố gắng khuyến khích vị hoàng đế trẻ tuổi thực hiện những cải cách sâu rộng, nhưng thay vào đó, ông đã bị đuổi khỏi kinh đô vì sự táo bạo của mình. Tôn được triệu về kinh vào năm 128, nhưng tiếp tục không có bất kỳ ảnh hưởng nào để thực hiện những cải cách cụ thể. Một người có sức ảnh hưởng lên Thuận Đế nữa là Tống Nga - một nhũ mẫu của nhà vua. Bà này được coi là không có ý xấu, nhưng bà cũng không có những tư vấn hiệu quả cho hoàng đế.
Dẹp xong ngoại thích, Hán Thuận Đế lại dựa vào hoạn quan, phong toàn bộ 19 người tham gia đảo chính tước Hầu, sử gọi là Thập cửu hầu (十九侯). Sau khi Tôn Trình chết, Thuận Đế cho con nuôi Trình là Tôn Thọ (孫壽) nối chức cha, đồng thời dựa vào các hoạn quan khác như Tào Đằng (曹騰), liên kết gây bè cánh làm nhiều chuyện rắc rối trong cung đình.
Những năm đầu triều Thuận Đế, con trai của Định Viễn hầu Ban Siêu là Ban Dũng đã tổ chức một số chiến dịch ở miền Tây Vực, và khôi phục sự ảnh hưởng của nhà Hán lên khu vực này, nhưng vào năm 127, Ban Dũng đã bị vu cáo về tội hành quân chậm trễ, và bị loại bỏ hết các chức vụ. Sau khi ông ta bị thay thế, tình hình ở Tây Vực nhanh chóng trở nên bất lợi cho nhà Hán.
Ngoài những sự kiện này, sự cai trị của Thuận Đế nói chung là một trong những thời kỳ mà đế quốc không gặp phải nhiều biến cố chính trị. Mặc dù hoàng đế thiếu năng lực và để cho nạn tham nhũng tiếp tục hoành hành, nhưng sự nhân từ của ông đã mang lại cho người dân một nền hòa bình nhất định.
Năm 131, Thuận Đế bàn chuyện lập hoàng hậu. Lúc đó trong cung có 4 quý nhân đều được hưởng thánh sủng. Với lý do không để sự thiên vị cá nhân ảnh hưởng đến quyết định lập hậu, ông đã nghĩ đến việc "nhờ thần linh chọn giúp", bằng cách bốc thăm ở miếu thần. Các đại thần là Thượng thư bộc xạ Hồ Quảng và Thượng thư phùng dực Quách Kiền dâng thư can gián, do đó ông bỏ ý định này. Bấy giờ có Quý nhân Lương Nạp xuất thân từ dòng họ Lương của Cung Hoài hoàng hậu (mẹ vua Hán Hòa Đế rất được sủng ái. Quý nhân thường khuyên vua đừng quá độc sủng mình, bảo rằng
Trượng phu đem hạnh phúc ấm no ban bố thiên hạ, ấy mới là đức. Hậu phi noi theo Chung tư, không cầu mong chuyên phòng, ấy mới là nghĩa. Cái phúc Chung tư nhờ đó mà mới có được. Xinh Bệ hạ mưa móc ban đều cho các cung, được vậy thì tiểu thiếp cũng không bị tội chuyên sủng đố kỵ!
Nên Thuận Đế cho Lương Quý nhân là người hiền. Mùa xuân tháng 3 năm 132, ông hạ chiếu lập Lương Nạp làm Hoàng hậu, cử hành nghi thức ở điện Thọ An. Cha của Lương hậu là Lương Thương do vậy được phong Đặc tiến, sang năm bái Chấp kim ngô, rồi đến năm 135 trở thành Đại tướng quân, nắm binh quyền trong triều, họ Lương trở thành thế lực ngoại thích mới.
Năm 135, nhà Hán bắt đầu cho phép các hoạn quan được phong tước có thể truyền tước cho con nuôi của họ. Điều này có được là do Thuận Đế lên ngôi nhờ thế lực hoạn quan nên ban thêm ân điển cho họ. Ngự sử Trương Cương dâng thư can gián nhưng vua không nghe. Từ sự kiện này, hoạn quan dần trở nên mạnh mẽ, đến đời Hoàn - Linh thì trở thành một mối họa cho triều đình nhà Hán.
Đại tướng quân Lương Thương rất thận trọng và độ lượng. Ông ta cho rằng vì có con gái làm Hoàng hậu, ông mới có thân phận ngoại thích được phong Đại tướng quân, nên hết sức khiêm nhường, cực lực tiến hiền tài phục vụ triều đình. Sự độ lượng của ông ta thể hiện ở sự kiện vào năm 138, khi âm mưu của một số hoạn quan nhằm lật đổ Thương bị phát giác, thì ông ta đã xin xử phạt một cách khoan hồng. Tuy Thuận Đế có vẻ không đồng tình song cũng giải quyết theo đề nghị của Thương, vì thế nhiều người đã được thoát khỏi tội chết. Tuy nhiên, ngoài những sự kiện đó, Lương Thương cũng là người khá nhu nhược và không có nhiều đóng góp đáng kể; về sau ông ta để con trai Lương Ký phán đoán gần hết sự việc, Lương Ký vốn kiêu ngạo và tàn độc, lại thù hằn rất dai, khác hẳn với cha mình.
Từ năm 136 đến năm 138, đã có một số cuộc nổi dậy của người bản địa ở nhiều vùng khác nhau ở miền nam Trung Quốc. Mặc dù những cuộc nổi dậy thường bị dập tắt một cách tương đối dễ dàng (đặc biệt, những thủ lĩnh khởi nghĩa thường sẵn sàng đầu hàng nếu các những quan chức tham ô mà họ tố cáo bị triều đình thay thế), nhưng những điều này sẽ báo trước những cuộc nổi dậy nghiêm trọng hơn nhiều sẽ xảy ra trong vài thập kỷ tới - cuộc khởi nghĩa Khăn Vàng. Năm 139, người Khương lại nổi dậy, cuộc chiến lần này dai dẳng hơn những lần trước và kéo dài đến tận sau khi Thuận Đế qua đời. Vào năm 141, quân Khương đã tiêu diệt quân Hán do Mã Hiền (馬賢) chỉ huy và tiến vào khu lăng tẩm của các Hoàng đế Tây Hán ở Trường An, phóng hỏa mà đốt. Những năm sau đó, một số cuộc khởi nghĩa nông dân diễn ra ở Kinh châu và Dương châu  và kéo dài qua nhiều năm, triều đình cũng bất lực không dập tắt hết nổi.
Tháng 9 năm 141, Lương Thương chết, Thuận Đế cho con ông ta là Lương Ký được nối chức. Vì Lương Ký ít học lại kiêu ngạo và ngang ngược nên gây ra nhiều việc càn rỡ, khiến cho triều đình càng thêm rối ren. Thấy thế, người em của ông ta là Lương Bất Nghi cố gắng khuyên ông ta tiết chế hành vi của mình, song Lương Ký đều bỏ ngoài tai.
Năm 143, Ngu mỹ nhân sinh cho Thuận Đế người con trai duy nhất là Hoàng tử Lưu Bỉnh. Năm 144, Thuận Đế lâm bệnh nặng và vội vàng hạ chiếu lập Bỉnh lên làm Hoàng thái tử, chuyển vào sống ở cung Thừa Quang. Ngày 20 tháng 9 năm đó, Thuận Đế qua đời tại Ngọc Đường Tiền điện (玉堂前殿), hưởng dương 30 tuổi, ở ngôi được 19 năm. Thái tử Lưu Bỉnh lên nối ngôi, là Hán Xung Đế. Lương hoàng hậu trở thành Hoàng thái hậu, lâm triều xưng chế, mở ra một thời đại chuyên quyền của gia tộc họ Lương.
Ngày 26 tháng 10, ông được truy tôn miếu hiệu là Kính Tông (敬宗), thụy hiệu là Hiếu Thuận hoàng đế (孝顺皇帝), an táng ở Hiến Lăng (宪陵). Năm 190 đời Hán Hiến Đế, triều đình với lý do "không có công đức gì" mà thu hồi miếu hiệu của ông, đồng thời cũng thu luôn thụy hiệu Hoàng hậu mà ông đã truy tôn cho Lý cung nhân - mẹ đẻ của mình trước đây.

## Niên hiệu
Trong thời gian trị vì, ông sử dụng các niên hiệu sau:
- Vĩnh Kiến (永建; 126-132).
- Dương Gia (阳嘉; 132-135).
- Vĩnh Hòa (永和; 136-141).
- Hán An (汉安; 142-144).
- Kiến Khang (建康; 144).

## Gia quyến
| \| \| \| \| \| \| \| \| \| \| \| \| \| \| \| \| \| \| \| \| Hán Minh Đế Lưu Trang \| \| \| \| \| \| \| \| \| \| \| \| \| \| \| \| \| \| \| \| \| \| \| \| \| \| \| \| \| \| \| \| \| \| \| \| \| \| \| \| \| \| \| \| \| \| \| \| \| \| \| \| \| \| Hán Chương Đế Lưu Đát \| \| \| \| \| \| \| \| \| \| \| \| \| \| \| \| \| \| \| \| \| \| \| \| \| \| \| \| \| \| \| \| \| \| \| \| \| \| \| \| \| \| \| \| \| \| \| \| \| \| \| \| \| \| Giả Quý nhân Giả thị \| \| \| \| \| \| \| \| \| \| \| \| \| \| \| \| \| \| \| \| \| \| \| \| \| \| \| \| \| \| \| \| \| \| \| \| \| \| \| \| \| \| \| \| \| \| \| \| \| \| \| \| \| \| Thanh Hà Hiếu vương Lưu Khánh \| \| \| \| \| \| \| \| \| \| \| \| \| \| \| \| \| \| \| \| \| \| \| \| \| \| \| \| \| \| \| \| \| \| \| \| \| \| \| \| \| \| \| \| \| \| \| \| \| \| \| \| \| \| Đương Dương Mục hầu Tống Dương \| \| \| \| \| \| \| \| \| \| \| \| \| \| \| \| \| \| \| \| \| \| \| \| \| \| \| \| \| \| \| \| \| \| \| \| \| \| \| \| \| \| \| \| \| \| \| \| \| \| \| \| \| \| Kính Ẩn Hoàng hậu Tống thị \| \| \| \| \| \| \| \| \| \| \| \| \| \| \| \| \| \| \| \| \| \| \| \| \| \| \| \| \| \| \| \| \| \| \| \| \| \| \| \| \| \| \| \| \| \| \| \| \| \| \| \| \| \| Đương Dương Mục hầu Phu nhân \| \| \| \| \| \| \| \| \| \| \| \| \| \| \| \| \| \| \| \| \| \| \| \| \| \| \| \| \| \| \| \| \| \| \| \| \| \| \| \| \| \| \| \| \| \| \| \| \| \| \| \| \| \| Hán An Đế Lưu Hỗ \| \| \| \| \| \| \| \| \| \| \| \| \| \| \| \| \| \| \| \| \| \| \| \| \| \| \| \| \| \| \| \| \| \| \| \| \| \| \| \| \| \| \| \| \| \| \| \| \| \| \| \| \| \| Hiếu Đức Hoàng hậu Tả Tiểu Nga \| \| \| \| \| \| \| \| \| \| \| \| \| \| \| \| \| \| \| \| \| \| \| \| \| \| \| \| \| \| \| \| \| \| \| \| \| \| \| \| \| \| \| \| \| \| \| \| \| \| \| \| \| \| Hán Thuận Đế Lưu Bảo \| \| \| \| \| \| \| \| \| \| \| \| \| \| \| \| \| \| \| \| \| \| \| \| \| \| \| \| \| \| \| \| \| \| \| \| \| \| \| \| \| \| \| \| \| \| \| \| \| \| \| \| \| \| Cung Mẫn Hoàng hậu Lý thị \| \| \| \| \| \| \| \| \| \| \| \| \| \| \| \| \| \| \| \| \| \| \| \| \| \| \| \| \| \| \| \| \| \| \| \| \| \| \| \| \| \| \| \| \| \| \| \| \| \| \| \| |                                |  |  |  |  |  |  |  |  |  |  |  |  |  |  |  |
| |                                |  |  |  |  |  |  |  |  |  |  |  |  |  |  |  |
| | Hán Minh Đế Lưu Trang          |  |  |  |  |  |  |  |  |  |  |  |  |  |  |  |
| |                                |  |  |  |  |  |  |  |  |  |  |  |  |  |  |  |
| |                                |  |  |  |  |  |  |  |  |  |  |  |  |  |  |  |
| | Hán Chương Đế Lưu Đát          |  |  |  |  |  |  |  |  |  |  |  |  |  |  |  |
| |                                |  |  |  |  |  |  |  |  |  |  |  |  |  |  |  |
| |                                |  |  |  |  |  |  |  |  |  |  |  |  |  |  |  |
| | Giả Quý nhân Giả thị           |  |  |  |  |  |  |  |  |  |  |  |  |  |  |  |
| |                                |  |  |  |  |  |  |  |  |  |  |  |  |  |  |  |
| |                                |  |  |  |  |  |  |  |  |  |  |  |  |  |  |  |
| | Thanh Hà Hiếu vương Lưu Khánh  |  |  |  |  |  |  |  |  |  |  |  |  |  |  |  |
| |                                |  |  |  |  |  |  |  |  |  |  |  |  |  |  |  |
| |                                |  |  |  |  |  |  |  |  |  |  |  |  |  |  |  |
| | Đương Dương Mục hầu Tống Dương |  |  |  |  |  |  |  |  |  |  |  |  |  |  |  |
| |                                |  |  |  |  |  |  |  |  |  |  |  |  |  |  |  |
| |                                |  |  |  |  |  |  |  |  |  |  |  |  |  |  |  |
| | Kính Ẩn Hoàng hậu Tống thị     |  |  |  |  |  |  |  |  |  |  |  |  |  |  |  |
| |                                |  |  |  |  |  |  |  |  |  |  |  |  |  |  |  |
| |                                |  |  |  |  |  |  |  |  |  |  |  |  |  |  |  |
| | Đương Dương Mục hầu Phu nhân   |  |  |  |  |  |  |  |  |  |  |  |  |  |  |  |
| |                                |  |  |  |  |  |  |  |  |  |  |  |  |  |  |  |
| |                                |  |  |  |  |  |  |  |  |  |  |  |  |  |  |  |
| | Hán An Đế Lưu Hỗ               |  |  |  |  |  |  |  |  |  |  |  |  |  |  |  |
| |                                |  |  |  |  |  |  |  |  |  |  |  |  |  |  |  |
| |                                |  |  |  |  |  |  |  |  |  |  |  |  |  |  |  |
| | Hiếu Đức Hoàng hậu Tả Tiểu Nga |  |  |  |  |  |  |  |  |  |  |  |  |  |  |  |
| |                                |  |  |  |  |  |  |  |  |  |  |  |  |  |  |  |
| |                                |  |  |  |  |  |  |  |  |  |  |  |  |  |  |  |
| | Hán Thuận Đế Lưu Bảo           |  |  |  |  |  |  |  |  |  |  |  |  |  |  |  |
| |                                |  |  |  |  |  |  |  |  |  |  |  |  |  |  |  |
| |                                |  |  |  |  |  |  |  |  |  |  |  |  |  |  |  |
| | Cung Mẫn Hoàng hậu Lý thị      |  |  |  |  |  |  |  |  |  |  |  |  |  |  |  |
| |                                |  |  |  |  |  |  |  |  |  |  |  |  |  |  |  |
| |                                |  |  |  |  |  |  |  |  |  |  |  |  |  |  |  |

- Thân phụ: Hán An Đế Lưu Hỗ (刘祜).
- Thân mẫu: Cung nhân Lý thị (李氏), Thuận Đế truy tôn Cung Mẫn Hoàng hậu[11].
- Hậu phi
  1. Thuận Liệt Hoàng hậu (順烈皇后) Lương Nạp (梁妠).
  2. Lương Quý nhân (梁贵人), cô của Hoàng hậu
  3. Phục Quý nhân (伏贵人), cháu nội của Phục Thần (伏晨)[12]
  4. Đậu Quý nhân (窦贵人), con gái Đậu Chương (窦章)[13]
  5. Ngu Mỹ nhân (虞美人), sinh Hán Xung Đế Lưu Bỉnh và Vũ Dương Trưởng Công chúa.
  6. Một Mỹ nhân từng được Lương Thương dâng lên Thuận Đế, sau đó bị trả về Lương phủ và lấy người khác.
- Hậu duệ
  1. Lưu Bỉnh (刘炳), tức Hán Xung Đế.
  2. Vũ Dương Trưởng Công chúa Lưu Sinh (封舞阳长公主刘生), mẹ là Ngu Mỹ nhân.
  3. Quan Quân Trưởng Công chúa Lưu Thành Nam (封冠军长公主刘成男)
  4. Nhữ Dương Trưởng Công chúa Lưu Nghiễm (封汝阳长公主刘广)
- Thừa tự
  1. Hán Chất Đế Lưu Toản (刘缵) [14]
  2. Hán Hoàn Đế Lưu Chí (刘志) [15]